# F-4に関連する作品の一覧

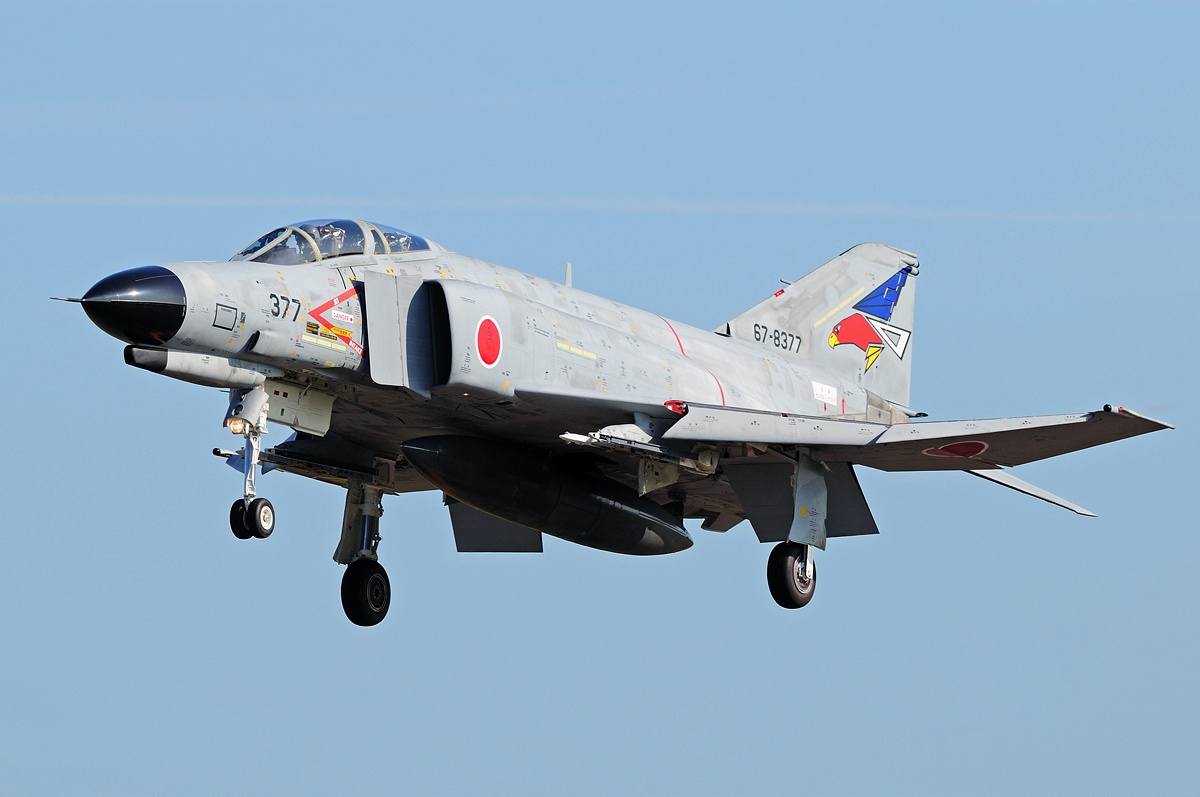
航空自衛隊のF-4EJ改

F-4に関連する作品の一覧（F-4にかんれんするさくひんのいちらん）は、アメリカ軍や航空自衛隊などで採用されたマクドネル・エアクラフト社製の戦闘機、F-4 ファントムIIに関連する作品の一覧である。

## 映画
『BEST GUY』
F-4EJが冒頭に登場。
『アンドロメダ…』
ピートモンドの状況を低空で偵察するほか、警戒飛行中の機体が病原菌に冒されて墜落する。劇中で登場するのはF-105 サンダーチーフの残骸だが、F-4についてはセリフで言及されている。
『ウルトラ6兄弟VS怪獣軍団』
タイのドーナ第7ロケット基地に出現した怪獣軍団を迎撃する。ゴモラの光線をよけるなど善戦するが、ゴモラの火炎とダストパンの光線で全滅する。
映像は新規撮影のほか、『ウルトラマンA』第1話・『ファイヤーマン』第2話の映像も流用されている。
『エアポート'80』
架空の軍事企業が コンコルドに搭乗している重要人物を機体ごと撃墜するために用意した機体として登場。コンコルドをAIM-7 スパロー（作中では「熱誘導ミサイル」とされている）で攻撃するが、4発全弾を回避され、急降下で回避するコンコルドを追って自身も急降下するが、スクランブルしてきたフランス空軍のミラージュF1に撃墜される。
コンコルドとミラージュF1は実機を撮影したものと模型による特撮が併用されているが、F-4は模型とコクピット周りを製作したセットによる特撮のみが使われている。
『怪獣大奮戦 ダイゴロウ対ゴリアス』
回想シーンに自衛隊所属機が登場。コンビナートを襲ったダイゴロウの母を攻撃する。
『帰ってきたウルトラマン マットアロー1号発進命令』
MATあるいは地球防衛機構（TDO）所属機として登場。MAT基地内に駐機されている。
『ガメラ 大怪獣空中決戦』
F-4EJ改および偵察機型のRF-4Eが登場。上空哨戒中のRF-4Eが紀伊半島沖から飛翔したガメラを追跡するも見失う。その後、81式短距離地対空誘導弾による攻撃を受けて日本平に落下したガメラを攻撃する74式戦車部隊を、F-4EJ改の編隊が500ポンド爆弾で近接支援を実施し、ガメラを転倒させる。
『皇帝のいない八月』
航空自衛隊機が登場。クーデター部隊の航空攻撃に備えて日本上空に展開する。撮影にはミニチュアが使用されている。
なお、漫画版でも同様のシーンでF-4が登場するが、原作小説で登場するのは千歳基地、小松基地、百里基地、新田原基地所属のF-104Jとなっている。
『ゴジラシリーズ』
『メカゴジラの逆襲』
防衛隊所属機として登場。横須賀に出現したチタノザウルスおよびメカゴジラIIを2度に渡って迎撃するが、1度目はチタノザウルスに飛びかかられて撃墜されており、2度目はゴジラを援護するものの、メカゴジラIIのスペースビームで全滅する。
実写の『ゴジラシリーズ』でF-4が登場したのは本作のみとなっている。
『ゴジラ×モスラ×メカゴジラ 東京SOS』
自衛隊機が名称のみ登場。主人公が過去に整備を担当した機体として、F-1やF-15とともに言及される。

『シャークネード エクストリーム・ミッション』
アメリカ空軍所属機が登場。チャールストン空軍基地に訓練用として残されていた古い機体で、フィン・シェパードが友人のゴットリーブ大将に掛け合い、移動手段として貸し出してもらう。移動中、レース場に迫っていたシャークネードの一つに外部燃料タンクを投下し、機関砲で誘爆させることでシャークネードを撃破するが、直後に巻き上げられたサメと空中衝突してコントロールを喪失。ユニバーサル・オーランド・リゾートの人工池に不時着水した。
『スカイ・イーグル』
主人公の幼馴染の搭乗機として、トルコ空軍第111飛行隊のF-4E 2020 "Terminator"が登場する。
『ダイ・ハード2』
作中に登場する架空の国「バル・ベルデ」の空軍機として登場。架空のマーキングを描かれた模型が画像合成処理されている。
『デザート・イーグル』（イラン映画）
イラン空軍の主力機として全般に渡って登場。冒頭でイラク空軍のMiG-21を撃墜するほか、イラク西部に避退したイラク空軍機破壊作戦を成功させる。
『デメキング』
主要登場人物の1人の夢の中に自衛隊機が登場。隕石に入った状態で瀬戸内の田ノ浦に降下してくるデメキングを追跡しており、うち1機が墜落する。
『デンジャー・クロース 極限着弾』
アメリカ空軍所属機が登場。オーストラリア国防軍からの要請で、ベトコンと戦闘中の11小隊へ航空支援を行おうとするが、作戦区域が密林な上に目印として投擲したスモークグレネードが不発だった事で正確な爆撃地点が見つからず、敵が居るとおぼしき場所を空爆し帰投する。
『日本沈没』（2006年版）
航空自衛隊百里基地のRF-4EJが登場。災害派遣として阿蘇山の噴火を上空から偵察すべく発進する。
『ノストラダムスの大予言』
終盤で主人公が語る「核兵器が用いられる局地戦」の予測の中に、アメリカ海軍のF-4が登場。航空母艦「エンタープライズ」より発艦していく。
『ハドソン川の奇跡』
チェズレイ・サレンバーガーが空軍時代を回想するシーンでアメリカ空軍機が登場。爆撃訓練中に油圧系統が故障し緊急着陸する。
『ハンバーガー・ヒル』
北ベトナム軍が占領している南ベトナムアシャウ渓谷の937高地を攻略するための作戦「アパッチ・スノー作戦」に参加するアメリカ陸軍第101空挺師団指揮下の空挺連隊支援のためにアメリカ空軍のF-4が登場し、ナパーム弾による空爆を行う。
なお、この映画のロケ地はフィリピンであるため、当時、クラーク空軍基地に展開していたアメリカ空軍のF-4G（ワイルド・ウィーゼル機型）装備の戦闘飛行団所属のF-4Eが撮影に使用された。
『バンブルビー』
ディセプティコン航空兵ブリッツウィングがスキャニングした姿で登場している。
『ファイナル・カウントダウン』
ニミッツ級航空母艦「ニミッツ」の艦載機として登場。
『フォックス・バット』
航空自衛隊機が登場。訓練中に脱走し函館空港への強行着陸を図るMiG-25 フォックスバットに対してスクランブルする。
『ブルーエンゼル』
ブルーエンジェルスのドキュメンタリー映画。F-4時代に撮影されたが、公開時には機種変更されていた。
『メタル・ブルー』
ソ連空軍のMiG-29 ファルクラム役として、イスラエル空軍所属のF-4Eが使われている。
『惑星大戦争』
轟天乗組員で唯一の外国人であるジミーが、轟天建造基地に駆けつけるのにアメリカ海軍機を使用。途中でヘルファイターに撃墜されるが、ジミーは墜落直前に脱出する。

## テレビドラマ・オリジナルビデオ
『アイアンキング』
第8話に防衛隊の機体として登場。東京を蹂躙するシルバーライダーを攻撃する。第26話でもクリケットン迎撃に出動するが、その鋏に捕まえられて撃墜されてしまう。
『愛の戦士レインボーマン』
第39話の次回予告に日本防衛隊機として登場。死ね死ね団の「Xゾーン作戦」阻止に臨むレインボーマンを援護すべく東京上空へ出撃し、死ね死ね団の戦闘機「ダッカー」と交戦する。
ただし、第39話本編では登場シーンはカットされ、ダッカーへの攻撃は地上から発射されるミサイルによって行われている。
『行け!あひるお姉さん』
全12話のうち、第7話・第10話・第12話を除く各話に日の丸が描かれた機体が登場。たびたび西蒲区に出現するあひるお姉さんや怪獣を攻撃する。なお、『平成最後の 行け!あひるお姉さん』以降の続編にも同様の形で登場する。
『ヴィジュアル・バンディッツ』
第1話に航空自衛隊機が登場。群馬県山間部に出現した巨大生物に対し2機が出動し、巨大生物が巣としているB-29の残骸を、TRDIが開発したナパーム弾を用いて空爆。巨大生物を撃破する。
『宇宙猿人ゴリ』
第3話に防衛隊機として登場。ミドロン迎撃に出動する。
『ウルトラシリーズ』
『ウルトラマン』
科学特捜隊NY支部に配備されているほか、防衛隊の航空戦力としてたびたび登場する。
『ウルトラセブン』
第1話に地球防衛軍（TDF）所属と思しき機体が登場。TDF極東基地内で、ウルトラホーク1号と並んで駐機している。また、第9話では玩具に偽装されたチブル星人の武器としてミニチュアが登場。チブル星人が潜伏するデパートの玩具売場で、ウルトラ警備隊の隊員を攻撃する。
『帰ってきたウルトラマン』
第28話に自衛隊機が登場。消えた台風を調査すべくパトロール中のマットアロー1号と、太平洋上でニアミスを起こす。
『ウルトラマンA』
第1話にて、地球防衛軍の戦力としてベロクロン攻撃に出動するが全滅する。後に残存した複数の機体が支援戦闘機としてTACに配備され、第12話まで登場する。第35話には航空自衛隊機が登場し、ドリームギラスに撃墜されている。
『ウルトラマンレオ』
第3話にMAC仕様の戦闘機として登場。第40話でのMAC全滅後は、防衛軍の戦闘機として円盤生物を迎撃する。
『ウルトラマン80』
地球防衛軍（U.N.D.A.）ならびに航空自衛隊の航空戦力として第1話 - 第22話まで登場。その後、エースフライヤーが登場するようになると、登場しなくなる。
『ウルトラマンネオス』
パイロット版にGSG所属機として登場。都市部に出現し破壊活動を行うザム星人を攻撃する。映像は『ウルトラマン80』のものの流用。
『ウルトラゾーン』
第19・20回内の「最後の攻撃命令」に、防衛軍第302飛行隊所属機が登場。第305飛行隊のF-15Jとともに防衛軍本部へと進攻するキングジョーを攻撃する。

『女バトルコップ』
自衛隊機が登場。国際犯罪組織「カルテル」との繋がりが存在する基地へ、着陸する模様が描写されている。
『帰ってくれタローマン』
世界軍隊に参加したアメリカ海軍機として登場。太平洋上の奇獣島攻撃に赴く航空母艦「エンタープライズ」に艦載されている。
『仮面ライダーシリーズ』
『仮面ライダー』
第61話に日の丸が描かれた機体が登場。死神博士が座乗するショッカーの潜水艦を房総半島沖で発見するが、対空砲撃を受け撃墜される。
『仮面ライダーBLACK RX』
地球防衛軍機として第44話に登場。歩兵部隊とともにグランザイラスを攻撃するも撃墜される。

『恐竜大戦争アイゼンボーグ』
防衛隊の戦闘機として登場。
『サンダーマスク』
第8話でベンバーン迎撃に出動するが全滅する。全滅シーンがオープニングにも使用されている。
『シルバー仮面ジャイアント』
第19話に自衛隊機が登場。ギラスモン迎撃のために出動する。
『正義のシンボル コンドールマン』
第1話でモンスター一族のサドラーが搭乗して対地攻撃を行う。強力な新型爆弾を投下後、生き残った三矢一心に機銃掃射で致命傷を負わせる。第13話では魔人コンバット（パイロット）とともにサラマンダーも搭乗している。
『大鉄人17』
レッドマフラー隊の航空戦力として登場。後期オープニングにも実写で登場。
『戦え!マイティジャック』
第14話に主翼に日の丸が描かれた機体が登場。巨大化したミイラ怪人を迎撃するが、攻撃に入る前に全滅する。
『特救指令ソルブレイン』
第1話に航空自衛隊機が登場。東京上空に飛来し地上を攻撃した謎の飛行物体に対し、百里基地と厚木基地の所属機がF-15Jとともに非常警戒態勢Aに入る。
『ファイヤーマン』
第1話にドリゴン攻撃に出動して以降、航空防衛隊所属機が複数回に登場する。
『ミラーマン』
航空防衛隊の主力戦闘機として、全編通して活躍する。

## アニメ・漫画
『SHIROBAKO』
後半クールで描かれる劇中劇『第三飛行少女隊』の制作シーンにおいてF-4が登場する。また、後半クールのオープニングフィルムにも短時間だが登場する。
『第三飛行少女隊』
前述の『SHIROBAKO』の劇中劇で、SHIROBAKOのBD/DVD第7巻に映像特典として『第三飛行少女隊』の第1話25分が収録されている。
人類側が使用している戦闘機として「U.S.AIR FORCE」と記載された（なお、パイロットはアメリカ軍人だけではない模様）全面グレー塗装のF-4多数が登場し奮戦するが、敵であるビルダーの操るF-35 ライトニングIIとの性能差は歴然で、被撃墜機が続出する。「ストライク」「パープル」「レッド」「ブルー」の4機編隊4つが確認されている。
上述の第1話においては明示されていないが、主人公グループに加わるキャサリンの乗機となることが予定されていることを示す描写が、『SHIROBAKO』での制作シーンに入れられている。

『いけにえ』
アメリカ海軍機が登場。核ミサイル基地上空に出現したUFOを迎撃するが、UFOを傷つけられぬまま取り逃がしている。
『うしおととら』
航空自衛隊機が登場。漫画版第四十八章では沖縄近海で妖怪「白面の者」と接触するが撃墜されており、漫画版第五十四章では沖縄諸島沖の結界領域に捕らえられた白面の者に対し、F-15 イーグルとともにキルリアン振動機付ミサイルによる攻撃を加えている。なお、テレビアニメ版には登場しない。
『うる星やつら』
アニメ版第156話に面堂家私設軍の戦闘機として登場。170機が面堂了子の指揮のもとに水乃小路家を攻撃し、水乃小路家の私設軍と空中戦を繰り広げる。
『宇宙円盤大戦争』
デューク・フリードをあぶり出すため、世界各国を襲うヤーバン星の戦闘円盤と迷彩色のF-4がニューヨーク上空で交戦。円盤の機動性に敵わずに、一方的に光線を浴びて消滅する。
『エリア88』
ベストセラー機なだけあって、第3話での登場をはじめとして様々な場面で登場している。
作中では複数の人物が使用しているが、F-4を主に使用した不死鳥チャーリーが代表格としてあげられる。なお、主人公である風間真も一度だけ使用している。F-4は本来複座式であり、パイロットとナビゲーターが搭乗するが、作中ではナビゲーターが乗っていなかったりと場面によっていろいろな描写が見られる。先述のチャーリーも1人で操縦しており、複座式であるF-14 トムキャットを使用しているミッキーも同様に1人で操縦している。
『学園黙示録 HIGHSCHOOL OF THE DEAD』
単行本第2巻冒頭に航空自衛隊のRF-4Eが登場。床主市上空から「奴ら」（ゾンビ）が蔓延した市内の状況を撮影する。テレビアニメ版では第4話の冒頭に該当のシーンが見られる。
『空母いぶき』
航空自衛隊のRF-4Eが登場。識別コードは「ダッグ2」。中国に占領された先島諸島の偵察に出動し、上空から多良間島を撮影するも、直後に中国人民解放軍の殲-20の追撃に遭い撃墜される。
映画版にも同様に「ダッグ2」が登場。東亜連邦に占領された初島沖を偵察中、東亜連邦のMiG-35の攻撃を受けて撃墜される。
『ゲゲゲの鬼太郎』
原作漫画版「妖怪獣」にアメリカ海軍機が登場。日本再建隊の要請を受けて刑部狸が操る大なまずを攻撃するが、大なまずが発生させた竜巻によって一方的に撃破される。
『ゴジラ S.P ＜シンギュラポイント＞』
第3話に航空自衛隊機が登場。基地内に複数機が駐機されているが、出撃は行わない。なお、本作の舞台は空自のF-4が退役した後の2030年となっている。
『こちら葛飾区亀有公園前派出所 THE MOVIE2 UFO襲来! トルネード大作戦!!』
航空自衛隊所属の2機が「飛竜丸」を偵察すべく出動するが、「飛竜丸」が発生させた竜巻で2機とも撃墜される。機体の色はグレー一色だが、劇中で偵察機と言われていることから、百里基地所属のRF-4EJの可能性がある。
『最臭兵器』
航空自衛隊機が多数登場。毒ガス兵器化した主人公の東京進入阻止のために、F-15JやAH-1Sと連携して中央自動車道上で爆撃を加える。
『サイボーグ009』
テレビアニメ第1作第16話にアメリカ空軍機が登場。平博士が製作した機械によってイメージから実体化し、放射能を纏ってサンフランシスコへと進撃する戦艦「長門」を艦隊とともに迎撃するが、イメージの「長門」を破壊することはできず、「長門」の対空砲火によって撃墜される。
『終末トレインどこへいく?』
第5話に自衛隊（劇中では単に兵隊と呼ばれている）所属のF-4EJが1機登場。稲荷山公園駅付近の航空自衛隊基地の機体で、異変によって街や基地、人員ともども異常に小さくなってしまっている。基地を襲撃してきた玲実を機関砲と80式空対艦誘導弾2発で迎撃するが、玲実の攻撃を受けて飛行不能になり墜落する。搭乗員はベイルアウトした。
『戦え!超ロボット生命体トランスフォーマー』
F-4に変形するサイバトロン・エアーボット偵察員ファイヤーボルトが登場する。
『花咲くいろは』
アニメ版第16話と第17話で自衛隊機として登場。
2機編隊を下から見上げた同じ構図で回想シーンにはF-4を、現代のシーンではF-15Jを登場させ、年月の経過を表現する演出としている。
『パニックワールド』
東京上空にアメリカ軍機が2機飛来し、1機が架空の自衛隊戦闘機と空戦になって撃墜される。
『ファントム無頼』
航空自衛隊百里基地のF-4パイロット、神田鉄雄二等空尉とナビゲーター、栗原宏美二等空尉が中心になり織り成すドラマ。
神田・栗原機は主役メカらしく非常に高機動・強力な機体として描写されているが、神田の無茶な操縦が響いて物語中盤で2代目に交代している。
『まりかセヴン』
百里基地所属のコールサイン「グリフォン1」を始めとするF-4EJ改が、怪獣と交戦するまりかセヴンを援護すべくたびたび登場する。
『ミステリー・イヴ』
日本上空で惑星イタスの宇宙船を追撃して撃墜する。自衛隊機なのか、アメリカ軍機なのかは不明。
『メガゾーン23』
戦意高揚を目的とした時祭イヴの歌唱映像の中に登場。自治軍所属機ということになるが、実機が存在するのかは不明。
『夜光雲のサリッサ』
第7話（単行本第2巻所収）に航空自衛隊第302飛行隊所属のコールサイン「コメット03」が登場。東シナ海上空で領空に接近するH-6GおよびJ-10と接触するが、その直後にエグゾセ型の「天翔体」の攻撃を受けて墜落し、パイロットの伏木理代2等空尉は脱出する。
『ルパン三世』
テレビアニメ第2シリーズ第152話に登場。ゲストキャラのミネソタ・ファッツが使用し、次元大介を追跡する際に乗り捨てている。ルパンたちの乗機を機首の機関砲で攻撃しているため、E型以降の機種である。
『レディイーグル』
那覇基地所属のF-4EJ改が登場。Su-27 フランカー相手に苦戦するも複数撃墜する。

## 小説
『ARIEL』
航空自衛隊所属のF-4EJが第1巻よりたびたび登場。F-15J イーグル（作中での表記は「F-15CJ」）やF-1とともにゲドー社の巨大ロボット「降下兵」などを迎撃するが、圧倒的な技術レベルの差が存在するため一方的に撃破され続けている。また、第4巻にはイギリス空軍所属機も登場。大西洋上でNATO軍の阻止線を突破する宇宙怪獣マインアギラを撮影する。
OVA版である『ARIEL VISUAL SCEBAI最大の危機』では、SCEBAI（国立重科学研究所）もF-4を保有している。
『MM9―invasion―』
百里基地所属のF-4EJ改が登場。大気圏外から東京に降下し暴れる宇宙怪獣ゼロケルビンを、F-15Jとともにゼロケルビンが台東区から千代田区まで進攻する間に攻撃するが、目立った戦果は挙げられていない。
『SUPERBIRD』
ドイツ軍所属機として、エンジン推力の向上と可変後退翼への改造が行われた架空の発展型が登場。実戦テストとしてボーデン湖への精力減退剤投下に向かうアメリカ軍の架空戦闘機「F-1 スーパーバード」を迎撃するが、6機中3機が撃墜される。
『WORLD WAR Z』
イラン空軍所属機が登場。ゾンビ化を引き起こすウイルスの感染者を含む大量の難民のイラン国内への流入を防ぐため、パキスタンの領土であるバルチスタンのケチ川橋を爆撃で破壊し、両国間の戦争の引き金となる。
『青い世界の怪物』
日本語版の挿絵にアメリカ海軍所属機が登場。フィリピン沿岸で頻発する怪現象の調査のために出動した空母に艦載されており、スラウン島沖に出現した巨大な烏賊の群れに対し爆撃を加えている。
『あそびにいくヨ!』
第8巻に嘉手納基地所属のRF-4Eが登場。警戒態勢を取っていた機体が、那覇港から発射された巨大アシストロイド「守礼皇5号」のパーツを撮影する。
『アンドロメダ病原体』
アメリカ軍機が登場。アリゾナ州ピードモントの上空で定期訓練中に、変異したアンドロメダ菌株（AS-2）によって機体に用いられているポリマーを分解され、墜落する。
『怒りの聖樹』
航空自衛隊のRF-4Eが登場。「植物侵略」を受けて屋久島で行われた植物攻撃剤の実験の際に、赤外カラー写真を撮影し屋久島の山岳森林地帯の反応を観測する。
『異獣の夏』
在日米軍機と航空自衛隊のF-4EJが登場。冒頭では、厚木基地所属機が東京湾内に進入した「異獣」に対し偵察を行う。その後は、異獣のエネルギー摂取によるレーダー網の機能不全の隙をついて出没するソ連のTu-95 ベアに対し百里基地のF-4EJが、東京湾から富士山方面へ飛行する異獣に対し百里基地のF-4EJと横田基地のアメリカ空軍機がスクランブルする。
『ガーリー・エアフォース』
第2巻（テレビアニメ版第5話）より、航空自衛隊のRF-4EJを「ドーター」と呼ばれる一種の無人航空機に改造した架空の派生型「RF-4EJ-ANM ファントム」が、主要メカニックおよびメインキャラクターの1人として登場。小松基地で編成された独立混成飛行実験隊の所属となる。
『カミカゼの邦』
航空自衛隊のF-4EJ改が登場。波の上ビーチ付近に自力座礁した中国海軍のミサイル巡洋艦「光州」に対し6機が超低空から空対地ミサイルによる攻撃を行うが、周囲に展開する中国軍の対空機銃によって2機が撃墜される。
『去年はいい年になるだろう』
F-4EJおよびRF-4Eが登場。24世紀からタイムトラベルしてきたロボット群「ガーディアン」によって、各地の航空自衛隊基地に配備されていたF-4EJが解体されてしまうが、RF-4Eは非武装の偵察機だったため放置される。
『銀河連合日本』
ウェブ版第3話（単行本第1巻）に航空自衛隊機が登場。ティエルクマスカ銀河星間共和連合の飛翔体「ヴァルメ」が日本各地に飛来したことを受け、これに対応すべく3機が大阪上空に展開している。
『空母プロメテウス』
ベトナム戦争に参加した架空のアメリカ海軍空母「プロメテウス」の艦載機として登場。ヤンキーステーションで作戦行動中のプロメテウスで発生した、A-4 スカイホークのケロシン燃料出火を口火とする大規模火災および爆発事故によって、ほぼ全機（少なくとも6機以上）が完全に焼失する。
『黒い墜落機（ファントム）』
航空自衛隊機として「F-4FJ」という架空仕様が登場。搭載可能なミサイルの形式などが実機と異なる。秘密裡に核爆撃訓練を行っていた第7航空団百里派遣隊第1001飛行隊所属機が、悪天候によって長谷村風巣近くの仙丈岳山麓に墜落。核模擬弾頭と核爆撃装置の存在を隠蔽するため、残骸の撤収と目撃者たる風巣住人の殲滅を目的とした「サルビヤ作戦」が開始される。
『ゲート 自衛隊 彼の地にて、斯く戦えり』
小説・漫画・アニメ版にて、異世界「特地」に派遣された自衛隊機としてF-4EJ改が登場する。航空支援や偵察・翼龍との空中戦・炎龍（ドラゴン）とのチキンレース・帝都元老院への爆撃など、物語中盤から出番が多い。
特地への入り口である門（ゲート）が銀座のど真ん中にあることから、一度分解した上で再度特地で組み立てを行う。旧式機であるF-4EJ改が派遣されたのは、万が一放棄しても惜しくないからと、GPSなどの支援がなくても運用に支障が少ないからとの判断からである。年齢的にF-15JやF-2への機種転換が難しく、F-4EJ改の退役とともに地上に降りる予定だったベテランパイロットらが派遣され、民間旅客機やアメリカ軍機への遠慮の要らない特地の空を謳歌する。特地の住民からは「空を舞う剣」と称されていた。
アニメ版では、第11話から登場する。
『原子力空母信濃シリーズ』
AV-8B ハリアーIIとともに信濃の艦載機としてEJ改が登場するほか、S型ベースの電子戦機EF-4S サンダーファントムやEJ改に精密攻撃能力を持たせたF/A-4 ストライクファントムといった、F-4を改造した架空機も登場する。作者によるとEF-4Sについては自衛隊の現役F-4パイロットから「無茶すぎる」という意見が出たため、後付けで運用制限が付け加えられた。
『交戦規則ROE』
航空自衛隊第301飛行隊のF-4EJ改が登場。終盤、フェライト塗料で限定的なステルス性を付与され、平壌直轄市にある柳京ホテルへのASM-2を用いた渡洋爆撃を単機で行う。
『鋼鉄のレヴァイアサン』
航空自衛隊第306飛行隊および第304飛行隊のF-4EJと、第501飛行隊のRF-4が登場。序盤では第306飛行隊所属の8機が第205飛行隊のF-15とともに、ウラジオストックから飛来したロシア空軍のMiG-29 ファルクラムと能登半島北方で交戦する。その後、終盤で対馬攻略を目指すロシア海軍太平洋艦隊の戦艦「ヴァツーチン」（架空）に対し、第501飛行隊所属機が強行偵察を行った後に第304飛行隊所属機18機が第6飛行隊のF-1とともに攻撃を行い、八九式航空魚雷（架空）を用いて対馬北方で「ヴァツーチン」を撃沈する。
『国連航空軍シリーズ』
フェライト塗料の使用でステルス化を行った架空の派生型、RF-4E ファントム・ブラッキーが登場する。関連するエピソードが存在する作品として、同作者の『ネオ・ゼロ』シリーズや『ナイト・ダンサー』がある。
『時間砲計画』
自衛隊立川基地の所属機として登場。武部博士によって占拠された電子工学研究所の攻撃に参加するが、武部博士の「時間砲」によって過去か未来へと飛ばされてしまう。
『首都消失』
東京が「雲」に覆われたことを受けて東京急行を行ったソ連空軍のTu-22M バックファイアに対し、百里基地所属のF-4EJが三沢基地所属のF-15とともにスクランブル発進する。その後も、空自機が伊豆諸島上空へと領空侵犯したELINT仕様のTu-16 バジャーの追跡を、百里基地のRF-4Eとアメリカ海軍の空母「ミッドウェー」の艦載機がカムラン湾から北海道東南岸沖にかけての海域で演習を行ったソ連大艦隊に対する警戒を行っている。
映画版では百里基地所属機のみが登場しており、スクランブルの描写も1回にまとめられている。
『親切がいっぱい』
登場人物の1人がかつてF-4を個人所有しており、日本空軍の将兵から「幽霊戦闘機」と言われていたことが語られている。
『征途』
航空自衛隊機が登場。第2巻においてはヴェトナムに派遣されており、タンソニュット空港を基地とする機体が「コー・チェンの戦い」において、陸上自衛隊の偵察小隊や第一独立装甲連隊を支援すべく沿岸部密林地帯に追い込まれたヴェトコンを500ポンド爆弾で爆撃する。第3巻では、1993年の時点で「ファントム改」が、FV1J ハリアーや超音速練習機などと合わせて約200機、予備機の状態にあることが語られている。
なお、作中の海上自衛隊は「航空護衛艦」の名称で航空母艦を保有しているが、F-4は採用していない。航空護衛艦艦載機としてはヴェトナム派遣時はF7UJ カットラスとA4EJ スカイホーク、湾岸戦争時にはF14J トムキャットやFV2 ヴァルキリー（架空）などを運用している。
『戦翼のシグルドリーヴァ Sakura』
下巻に浜松基地所属機として航空自衛隊機が登場。3機が「第二次浜松攻防戦」に参加し、後席に敵性存在「ピラー」の優先攻撃目標となる戦乙女訓練生を搭乗させることで、浜名湖上空に出現したヒトデ型ターシャリ・ピラー群を誘導する囮の役を担う。
『蒼茫の大地、滅ぶ』
物語序盤、航空自衛隊三沢基地所属のF-4EJとアメリカ空軍第5空軍所属のF-4Dが登場。大陸から襲来したトノサマバッタの大群に対し、青森県上空にて編隊で衝撃波による太平洋上への誘導を試みるも失敗。後半では三沢基地の第81航空隊所属機が日本から独立した東北6県「奥州国」の首都盛岡市を爆撃する。
『第三次世界大戦』
アメリカ空軍やイギリス空軍を始めとするNATO軍機が登場。第三次世界大戦初日よりドイツ上空などでワルシャワ条約軍機に対する防衛航空戦闘を繰り返すほか、米軍機はソ連軍の地上部隊に対し毒ガス噴射タンクによる攻撃を行ってもいる。
『第45航空団』
ソ連の支援を受けイラクに侵攻するイラン軍を阻止するため、アメリカ空軍の第45航空団が派遣される。著者自身も元F-4パイロット。
『地底怪生物マントラ』
アメリカ空軍機が登場。グアム島へと向かうマントラに対し、アンダーソン空軍基地所属機がF-111とともに出撃する。
『東京ドラゴンストライク』
航空自衛隊のF-4EJ改が登場。竜族の少女クウクルによってF-15Jとともに擬竜（セリオン）化され、敵対する竜族ニズレグによって擬竜化され東京湾へ侵入した空母「ジョージ・ワシントン」に対する攻撃に用いられるが、ニズレグによって撃墜される。
『要塞シリーズ』
第一作「ニセコ要塞1986」ではIBM空軍（日本列島防衛軍）機として「F-4EX改」という架空の型番で登場。また、偵察機型も「RF-4CZ」という架空の型番で登場する。
第二作「十和田要塞1991」では、本機をベースにしたとされる架空機「SF-4JⅡ『スーパーファントム』」という機体が登場する。
『日中尖閣戦争』
物語序盤、一時的に那覇基地に配置された第501飛行隊所属のRF-4EJが領海侵犯した中国海軍の東海艦隊へ偵察を行うため出撃するが、艦砲による攻撃を受け操縦不能となり、そのまま東海艦隊めがけて突入する。
物語終盤では、同じく那覇基地に配備された第301飛行隊のF-4EJ改がF-2とともに対艦攻撃を行う。
『日本北朝鮮戦争 自衛隊武装蜂起』
物語序盤にRF-4Eが登場し、竹島周辺の偵察を行うが、北朝鮮軍のロケットランチャーにより撃墜されてしまう。
『日本国召喚』
航空自衛隊のRF-4Eが登場。第3巻にて、自衛隊機が爆撃を行ったパーパルディア皇国本土への爆撃損害評価に投入されるほか、情報収集衛星とともにパーパルディア皇国海軍本拠地を発見する。第6巻ではムー国に派遣されており、護衛のF-2戦闘機とともにグラ・バルカス帝国軍基地への偵察を行っている。
『日本沈没』
三沢基地所属機が登場。津軽海峡に出現したソ連バルチック艦隊所属の駆逐艦をインターセプトする。なお、登場した機体はなぜか西ドイツ空軍仕様であるF-4Fとなっている。
『葉桜が来た夏』
第1巻に百里基地所属のRF-4Eが登場。日本へと落下してくる異星人アポストリの十字架型宇宙船を偵察する。
『パパ ママ バイバイ』
アメリカ海兵隊のRF-4Bによる横浜米軍機墜落事件を題材とした絵本。ただし、登場するF-4はアメリカ海軍機として描かれている。
『パパママバイバイ』としてアニメ映画化もされており、こちらでも墜落シーンに米海軍機が登場している。
『パラレルワールド大戦争』
豊田有恒のSF小説。松代大本営跡に生じたタイムトンネルを通じて1945年の日本に介入した自衛隊の装備として登場。終盤、米海軍艦隊への攻撃に投入される。
『ファントム・シリーズ/ファントム勇者伝説1「ファントム強奪」』（OVA）
航空自衛隊のF-4を墜落を装って強奪し、転売している。その後のシリーズでは、主人公の個人所有機としてF-4が登場する。
『フルメタル・パニック! アナザー』
第12巻に航空自衛隊のF-4EJが登場。調布市を目指し飛行するAI制御の超大型アーム・スレイブ「カエサル」を日本海上空で迎撃する部隊の一翼を担うが、突破され日本本土上空への侵入を許す。
『封神機伝マカリゼイン』
航空自衛隊もしくは在日米軍所属機が登場。東京を目指す「融災獣」に対し、日米の混成部隊の一翼として埼玉県との県境で空対地ミサイルによる攻撃を行うが通用せず、第一陣は撃滅される。
『復活の日 人類滅亡の危機との闘い――』
F-4EJが登場。防衛省からの最後の命令として、MM-88菌による「悪魔風邪」によって全住民が死亡した地区に対し、大型焼夷爆弾を用いて遺体を荼毘せよという命令を受けるが、ほとんどの自衛隊員が悪魔風邪の末期症状に至るか死亡していたため、実際に行われた爆撃はごくわずかに留まる。
同作は小説『復活の日』の児童向けリメイク版だが、原作に同様のシーンはない。
『ベトナム空戦史』
ベトナム戦争従軍時VMFA-314にF-4パイロットとして所属していた著者の実体験に基づく個人的F-4空戦史。
『滅びの宴』
航空自衛隊のRF-4Eが登場。異常発生した鼠の大群の東京への進撃を阻止すべく、奥多摩においてナパーム弾攻撃を行う第3飛行隊所属のF-1を攻撃位置に誘導している。
『未来獣ヴァイブ』（旧題：『機械獣ヴァイブ』）
第501飛行隊所属のRF-4Eが登場。瀬戸内海で行方不明になった複数の釣り人のボートと、同時に目撃された「怪しい影」の捜索のために2機が発進し、帰投中に海中の「影」を赤外線探知装置で捉えている。また、その後「影」の正体である怪獣ヴァイブと遭遇したしらね型護衛艦の撃沈がソ連の攻撃によるものと推測されたことを受けて、小松基地所属のF-4がスクランブル発進する。
『ヤングセレクション カラー版 ガメラ2 レギオン襲来』
「完全ストーリー」に航空自衛隊のF-4EJが登場。足利市付近の第1次防衛ラインで宇宙怪獣レギオンに対し500ポンド爆弾による近接航空支援を行うが通用せず、レギオンのマイクロ波シェルによって撃墜される。
原作である映画『ガメラ2 レギオン襲来』には登場せず、同様のシーンではF-1が攻撃を行っているが、撃墜もされていない。
『妖精作戦』
第2巻「ハレーション・ゴースト」にF-4EJが登場。太平洋上に出現した第二次世界大戦中の日本軍機およびアメリカ軍機の大群に対してF-15J（作中では「F-15CJ」）とともにスクランブル発進するが、大群が忽然と消え去ったため空振りに終わる。

## ゲーム
『F/A』
アメリカを代表として多くの戦闘機が登場する縦スクロールシューティングゲーム。F-4EJが登場する。
『Lock On: Modern Air Combat』
各種現代ジェット戦闘機・攻撃機が登場するコンバットフライトシミュレーション。プレイヤー操縦機体ではないが、F-4EがAI専用機体として登場し、プレイヤーの友軍機あるいは敵軍機として戦闘に参加可能。
『Digital Combat Simulator』
「Lock On: Modern Air Combat」の続編にあたる最新のコンバットフライトシミュレーション。同じくプレイヤー操縦機体ではないが、F-4EがAI専用機体として登場し、プレイヤーの友軍機あるいは敵軍機として戦闘に参加可能。
『Magicka』
DLCのMagicka:VietnamにあるMagick、Napalmを唱えた際にどこからか飛んでくる。プレイヤーがカーソルを合わせた場所にナパーム弾を投下していく。威力・効果範囲ともに申し分ないが、注意しないと味方が巻き込まれやすい。
『War Thunder』
Update1.91でアメリカ軍の機体としてC型が、1.95ではイギリス軍の機体としてファントム FGR.2が実装された。プレイヤーが操作可能。また1.97ではD型の改良型E型と航空自衛隊機のF-4EJが追加された。2021年4月のイベント、「未来のテクノロジー」では一定のタスクをクリアすることで西ドイツ仕様のF-4Fを手に入れることができる。Update 2.9 “Direct HitではF-4EJ改も登場し、自衛隊協力の元現実の音声が録音され使用されている。
『Wargame Red Dragon』
NATO陣営のアメリカ軍デッキ、自衛隊デッキで使用可能な航空機として、アメリカ軍デッキにはF-4G・F-4J・F-4Sが、自衛隊デッキにはF-4EJが登場する。
『WING OVER』
F-4EJ（カラーリングはRF-4Eと同じ）が登場。
『X-Plane 10』
F-4に搭乗して飛行することができるフライトシミュレーション。
『エースコンバットシリーズ』
時代設定が21世紀中盤に近い『エースコンバット3』を除く作品で登場。大抵は序盤に登場し、『エースコンバット04』『エースコンバットX』『エースコンバット∞』ではF-4Eが主人公（プレイヤー）の初期搭乗機として登場するが、使い方次第では終盤のミッションでも最新鋭機に負けない働きを見せる。なお、『エースコンバット04』『エースコンバットX』ではF-4Eは艦載機として扱われているが、実際は艦載機ではない。
『エースコンバット5』ではF-4Eに加えてF-4G/Xも登場し、F-4Gは劇中に登場するジャック・バートレット大尉の初期搭乗機である。また、『エースコンバットZERO』では敵として登場するベルカ空軍のエース部隊「ズィルバー隊」の隊長ディトリッヒ・ケラーマン中佐がF-4Eの改修機に搭乗している。ただし、『エースコンバット6』では敵機として登場するのみで、自機として使用することはできない。『エースコンバットAH』では初回特典でF-4EのDLCコードが付いており、自機として操縦が可能。『エースコンバット7』では、敵機として登場する他、DLCでプレイアブル機体として配信された。なお、一部の作品では航空自衛隊百里基地所属のRF-4E/EJの洋上迷彩のカラーリングをスキンとして使用することもできる。
『エアフォースデルタ』
プレイヤーの搭乗機体として使用可能。ブルーウィングナイツではジョン・ランダルの搭乗機体として使用可能。
『エアロダンシングシリーズ』
ボブノーズのJ型およびE/EJ/EJ改・RF-4E（初代のみ）が使用可能。F-4の悪癖ともいえるアドバースヨーを再現するなど、下手なPC用のフライトシムより実機に忠実な面も存在するが、RF-4Eの偵察用カメラやE/EJ/Jの見えないレーダーの再現は行われていない。
『凱歌の号砲 エアランドフォース』
日本を占拠したアメリカ海軍の機体として登場。プレイヤーも購入して使用できる。
『空戦乙女☆ヴァージンストライク』
機体そのものではなく擬人化したF-4の空乙女が複数登場している。また、初期に選択できる空乙女の「聖紗（ミサ）」はF-4EJの空乙女。
『コール オブ デューティシリーズ』
『CoD:BO』
キャンペーンではベトコンに対してナパーム弾攻撃を行うなど頻繁に登場する。マルチプレイヤーでもキルストリークとして登場し、指定された場所にナパーム弾攻撃を行う。
『CoD:BO2』
パナマ侵攻を元にしたミッションで登場する。主人公らの上陸に合わせて離陸し、パナマ市街を空爆する。
『ストライカーズ1999』
選択可能な自機のひとつとして登場。スピードに優れ、前作のモスキートが装備していた「クロスナパーム」と、同じく震電が装備していた「サムライソード」を持つ攻撃的な機体。反面、ミスからの持ち直しがやや難しい性能となっている。
『聖戦士ダンバイン 聖戦士伝説』
地上界に浮上後、レプラカーンと編隊を組んだギリシャ空軍の機体として登場。アニメ原作ではF-16 ファイティングファルコンだが、本作ではF-4となっている。
『戦闘国家シリーズ』
アメリカや日本の基本装備として組み込まれる。
『大戦略シリーズ』
アメリカ陸空軍型・アメリカ海軍型などの生産タイプで購入し使用できる。作品バージョンによるが、空対空ミサイルを携行する空戦兵装と爆弾を携行する対地兵装を切り替え可能なことが多い。空母が実装されているバージョンでは、空母に着艦しての補給も可能。F-14やF-15といったより新しい戦闘機よりは少し性能が低いが、その分安価という性格設定がされている。
『怒首領蜂大復活』
ジャンプゲートを用い、未来から2008年の東京に転移してきたエレメントドーター「ネクスィ」指揮下の部隊を、ネクスィを追撃してきた首領蜂隊とともに迎撃する。ゲーム中には登場せず、設定資料集にてその存在が語られている。
なお、設定資料集では型番が2008年時点で退役済みのアメリカ海軍仕様であるF-4Jとなっているが、これは、航空自衛隊のF-4EJの間違いと思われる。
『トムクランシーズ H.A.W.X.』
F-4Gが初期から使用可能。USイーグルパックをダウンロード購入することでF-4Eも使用可能。
『ドラッグオンドラグーン』
エンディング「E」に航空自衛隊所属のコールサイン「スカーフェイス」2機が登場。新宿上空に出現した主人公らを正体不明の物体と見なし、撃墜する。
『バトルフィールド ベトナム』
アメリカ海兵隊・南ベトナム軍の戦闘機として登場する。ベトナム迷彩が施されており、AIM-9 サイドワインダーとナパーム弾を搭載しているが、戦闘機の中で唯一機関砲を使用できない。
『フィクショナル・トルーパーズ』
メカール共和国軍のランク2として選択可能。ランク2唯一の複座機なので、ランク1のアルファジェットの上位互換機として人気が高い。
『萌え萌え大戦争☆げんだいばーん』
鋼の乙女「ブランシュ」のモデルとなっている。また、一部のステージではサポートユニットとしてF-4が登場する。

## その他映像作品
『20世紀未来ロボット防衛隊テデロス』
短編WEB動画「シーブル対エビレオン」に航空自衛隊機が登場。コンビナートに上陸したシーブルに対しミサイル攻撃を行う。
『ご当地怪獣』
プロモーション映像「ご当地怪獣総進撃」に日の丸が描かれた機体が登場。魚沼市から出現したドキラをミサイルで攻撃する。
『メーデー!:航空機事故の真実と真相』
シーズン11第2話「ヒューズ・エア・ウエスト706便」（原題：Speed Trap）にアメリカ海兵隊所属のF-4Bが登場。ヒューズ・エア・ウエストのダグラスDC-9-31と空中衝突を起こしてしまう。

## 模型類
航空機のプラモデルで主要なスケールとなっている1/32・1/48・1/72・1/144の各スケールで各社から発売されており、過去には1/100スケールでタミヤからコンバットプレーンシリーズが販売されていた。
『銀河の鷲 メガロ・ザマック』
レギオ星の反政府組織「ニューデントゾーン」が開発した新兵器として、F-4をモチーフとした「FB-40 ガウォーク・ファントム」がラインナップされている。ファイター形態からガウォーク形態への変形が可能。発売されたキットの縮尺は1/100とされている。
『ミドリSFシリーズ』
日本宇宙開発局（JSDO）のパトロール用ロケットとしてF-4に酷似した機体が登場。日本防衛のために開発された架空の地中戦車「ビッグモグラス」に搭載されている。なお、F-4として描かれているのは「ビッグモグラス」4版以降のパッケージのみで、キット内自体ではF-4としては成形されていない。

## 実機資料

### 単行本・ムック形式
『FOX TWO（フォックス・ツー） ベトナム戦初のエースとなったパイロットの物語』 グリーンアロー出版社、ランドル・カニンガム、ジェフ・エセル著、木村譲二訳、1989年。ISBN 978-4-76633-112-7
ベトナム戦争にアメリカ海軍のファントムパイロット!として参加したカニンガム大尉が、MiG戦闘機との空中戦についてなどを語った戦記。
『Uncovering the US Navy F-4 B/J/N/S/Q Phantom』 Danny Coremans、DACOシリーズ
写真集。全ページカラーで、機体各部の接近写真やコックピット内部写真が多数。
『自衛隊の名機シリーズ 航空自衛隊F-4』 イカロス出版、2009年。ISBN 978-4-86320-202-3
航空自衛隊のF-4について写真を交えて解説したムック。
『世界の名機シリーズ F-4 ファントムII』 イカロス出版、2012年。ISBN 978-4-86320-629-8
機体性能、各種バリエーションの違いを豊富な写真を交えて総合的に解説したムック。航空自衛隊の機体の独自部分は扱われておらず、アメリカ海軍・アメリカ空軍・イギリス海軍・イギリス空軍・ドイツ空軍・イスラエル空軍の機体についてが主である。
『零士のメカゾーン』毎日新聞社、昭和53年4月30日発行。
松本零士のメカニック解説イラスト集。イラストは当然だが、実機取材の際のレポートもある。

### 映像
『ウェポン・フロントライン 航空自衛隊 F-4ファントム 時代を超えた戦闘機』 松竹、糟谷富美夫監督、岡部いさく監修、2014年。Blu-ray Disc（SHBR-0240）、DVD（DB-0762）、本編78分+特典映像約19分、Blu-rayはハイビジョン収録。
航空自衛隊のF-4EJ改・RF-4E/EJを取り扱った実写映像作品で、ハイビジョン規格のBlu-rayならではの迫力ある高画質となっている。新田原基地の第301飛行隊に所属するF-4EJ改の訓練風景（離陸・空中戦・着陸、オンボードカメラ映像あり）と整備風景（タイヤ交換・空対空ミサイル搭載）およびパイロット・教官・整備員へのインタビュー、百里基地の第501飛行隊に所属するRF-4E/EJの訓練風景（陸上偵察・海上低空偵察）とパイロットへのインタビューが収録されている。